# Taliesin (edificio)
Taliesin, noto anche come Taliesin East, Taliesin Spring Green o Taliesin North, è un edificio progettato da Frank Lloyd Wright. Situata a 4 km a sud di Spring Green nel Wisconsin, la proprietà che si estende per 600 acri è stata costruita su di un terreno che originariamente apparteneva alla famiglia materna di Wright.

## Storia
Wright progettò la struttura del Taliesin due anni dopo aver lasciato la sua casa a Oak Park. Il design dell'edificio originale era coerente con i principi progettuali della Prairie School, emulando la planarità delle pianure e gli affioramenti naturali di calcare della Driftless Area del Wisconsin. La struttura fu completata nel 1911.
Wright ricostruì l'ala residenziale nel 1914 dopo che un impiegato diede fuoco agli alloggi e uccise 7 persone. Un incendio causato da problemi elettrici distrusse gli alloggi nell'aprile 1925. La terza versione degli alloggi fu costruita da Wright alla fine del 1925.
Nel 1927, a causa di problemi finanziari l'edificio fu ipotecato dalla Bank of Wisconsin. Wright fu in grado di riacquistare l'edificio con l'aiuto finanziario di amici e fu in grado di rioccuparlo dal novembre 1928. Nel 1932, fondò una compagnia per studenti di architettura nella tenuta. Qui furono progettati molti degli edifici di Wright, tra cui il Fallingwater, "Jacobs I", Uffici S.C. Johnson e il Museo Solomon R. Guggenheim.
Wright lasciò la struttura alla Frank Lloyd Wright Foundation (fondata da lui e dalla sua terza moglie nel 1940) alla sua morte nel 1959. L'edificio è utilizzato principalmente come museo, tuttavia è ancora occupato da ex studenti di Wright oltre che dagli studenti della School of Architecture di Taliesin su base stagionale.
La proprietà è stata inserita nel National Register of Historic Places e nel National Historic Landmark nel 1976 ed è stata riconosciuta nel luglio 2019 come patrimonio mondiale dell'UNESCO. Oltre alla residenza, ci sono quattro edifici progettati da Frank Lloyd Wright nella tenuta: il mulino a vento Romeo e Giulietta progettato da Wright nel 1896; Tan-y-Deri, la casa che ha disegnato per Jane e Andrew Porter, sua sorella e suo cognato, progettata nel 1907; la Hillside Home School, originariamente progettata nel 1901 e la Midway Barn, una struttura agricola.